# Behror
Behror är en ort i Indien.   Den ligger i distriktet Alwar och delstaten Rajasthan, i den norra delen av landet, 120 km sydväst om huvudstaden New Delhi. Behror ligger 325 meter över havet och antalet invånare är 25 815.
Terrängen runt Behror är huvudsakligen platt, men västerut är den kuperad. Runt Behror är det tätbefolkat, med 476 invånare per kvadratkilometer. Det finns inga andra samhällen i närheten. Trakten runt Behror består till största delen av jordbruksmark.